# Море Москвы
Мо́ре Москвы́ (лат. Mare Moscoviense) — лунное море, расположенное в северо-западной части невидимой с Земли стороны Луны.

## Характеристика
Море Москвы — одно из двух морей на обратной стороне Луны (не считая мелких морских участков), второе — Море Мечты. Оно в основном расположено во внутреннем кольце большого Московского бассейна ударного происхождения. Этот район лежит почти на километр ниже среднего уровня поверхности Луны. Море Москвы расположено на восемь километров ниже краёв Московского бассейна (то есть его внешнего кольца диаметром 640 км). По распространенности кратеров различного диаметра Московский бассейн подобен району Моря Нектара, из этого делается вывод, что удар, образовавший бассейн, произошел в нектарский период. От удара возник кратер, включающий Море Москвы и соответствующий среднему кольцу Московского бассейна диаметром 430 км. Вулканическая деятельность, когда изливалась лава, заполнившая Море Москвы, происходила в позднеимбрийский период. Тектонические разломы прилегающего кратера Комаров, возможно, показывают, что примерно такие же разломы существуют под базальтовыми лавами Моря Москвы. Базальтовые лавы Моря Москвы подобны морским базальтам видимой с Земли стороны Луны.
17 июля 1972 года в районе Моря Москвы упал крупный метеорит, это событие было зафиксировано на сейсмограммах четырёх сейсмических станций, установленных экспедициями «Аполлон-12», «Аполлон-14», «Аполлон-15» и «Аполлон-16» на видимой с Земли стороне Луны. Поперечные волны (S-волны) присутствовали только на ближайшей из них к месту падения («Аполлон-15»), на других — отсутствовали, что явилось указанием на возможное наличие у Луны ядра радиусом 600—800 км. Позднее добавились новые данные, и в недрах Луны стали выделять две оболочки — относительно холодную внешнюю (литосферу) до глубины около 1000 км и частично расплавленную внутреннюю.
По результатам миссии «Кагуя» было установлено, что в Море Москвы толщина коры наименьшая для всей Луны — почти 0 метров под слоем базальтовой лавы толщиной 600 метров.

## Название
Море Москвы впервые появилось на первой карте обратной стороны Луны, составленной ЦНИИ геодезии, аэросъёмки и картографии и Государственным астрономическим институтом им. П. К. Штернберга в январе—апреле 1960 года по фотографиям, переданным АМС «Луна-3» 7 октября 1959 года. Название на ней было приведено на русском — Море Москвы и в латинской транслитерации — More Moskvy. 22 августа 1961 года на основании «Атласа обратной стороны Луны» Н. П. Барабашова, А. А. Михайлова, Ю. Н. Липского, название в латинском варианте Mare Moscoviense было официально утверждено Международным астрономическим союзом. Название нарушало сложившийся десятилетиями порядок именования лунных морей различными душевными состояниями (Море Спокойствия, Моря Ясности, Море Мечты и пр.) или словами для воды (Море Влажности, Море Волн, Море Паров и пр.), однако французский астроном Одуэн Дольфюс сумел успокоить астрономическое сообщество и остановить диспут, заметив, что «Москва — это, по сути, тоже душевное состояние».

## Кратеры
В северной части Моря Москвы лежит кратер Титов. К северо-востоку от Моря — сателлитный кратер Титов E, у юго-восточной окраины Моря расположен кратер Комаров. К северо-западу — кратер Терешкова, а к юго-западу — кратер Беляев.